# معتمدية الزهور (القصرين)
معتمدية الزهور إحدى معتمديات الجمهورية التونسية، تابعة لولاية القصرين.